# 吳以琛
吳以琛（英語：Ng Yee Sun，2003年3月16日—），香港足球運動員，司職守門員，曾效力於香港標準流浪青年軍、葡萄牙士砵亭U17隊、葡萄牙比蘭倫斯SAD U19隊。

## 早年生活
吳以琛出生於大埔，其父曾於1980年代效力星島足球隊，惟後來因傷患提早退役，其父因此全力支持吳以琛投身足球壇。吳以琛在11歲時方開始學踢足球，後來加入傑志足球學院，惟在13歲時因實力欠奉被球隊淘汰，故而後來在每年暑假都會到訪中國大陸跟隨職業球會操練。吳以琛在中三期間獲英華書院提拔至甲組出戰學界，期間曾受教於香港門將盧國華與劉棟平之下。吳以琛在15歲效力標準流浪時，獲葡萄牙籍教練推薦，遂向學校告假一個月赴葡萄牙到各間球會面試，並成功通過測試，进入士砵亭U17隊。

## 經歷
吳以琛在2018年抵達葡萄牙一個月後接受葡萄牙《記錄報》訪問時表示功夫是他除足球外的另一大興趣，並會平衡上足球班與上功夫班的時間。受限於欧洲联盟政策，吳以琛在2020年居留申請正式獲批前不可在正式青年比賽中上陣。在居留申請獲批後，由於2019冠狀病毒病疫情的關係，除葡萄牙足球超级联赛外的所有葡萄牙本土賽事腰斬，吳以琛暫時只能維持綫上操練。根據德國網站转会市场的資料顯示，吳以琛在2021年7月1日轉入阿莫拉U19隊，並在同年10月1日輾轉轉入比蘭倫斯SAD U19隊效力。